# Afrikanistik
Afrikanistik ist die Wissenschaftsdisziplin (unter dieser Bezeichnung insbesondere im deutschsprachigen Raum), die sich mit der Erforschung afrikanischer Sprachen, ihrer Rolle in Kultur und Gesellschaft und ihren Literaturen beschäftigt. Wissenschaftler in dem Gebiet werden als Afrikanisten bezeichnet.
Siehe auch die ausführliche Geschichte der Klassifikation der afrikanischen Sprachen im Artikel Afrikanische Sprachen.

## Anfänge

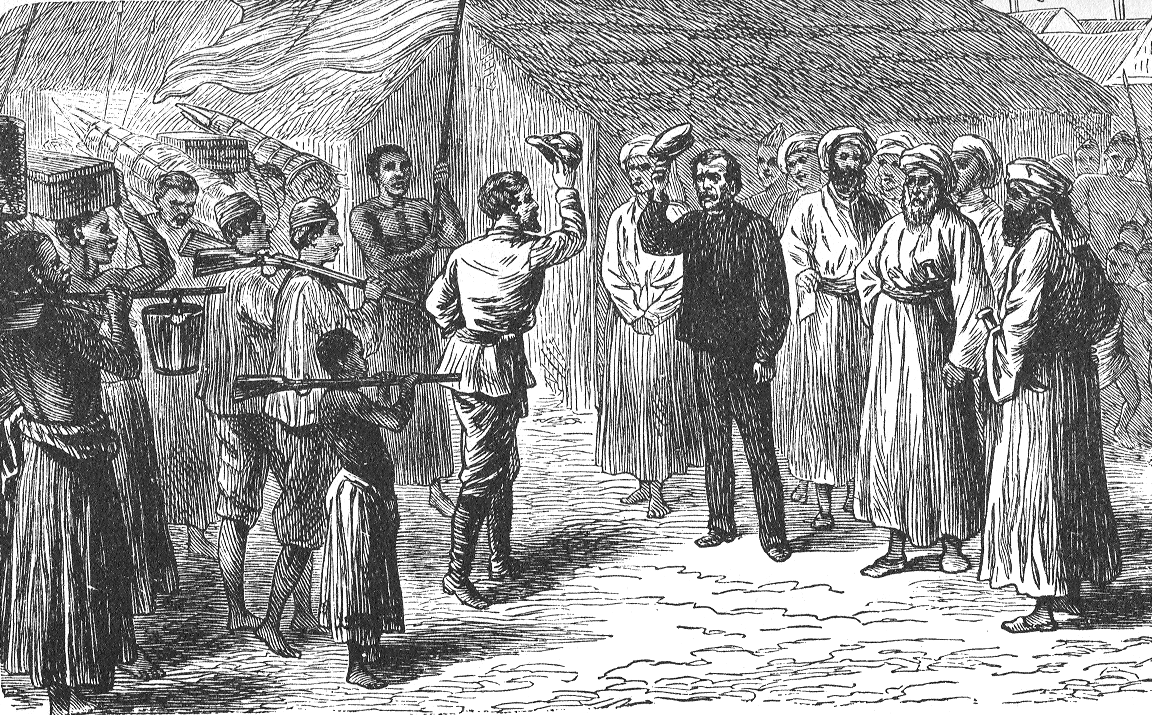
Zeitgenössische Illustration des Treffens von Stanley und Livingstone

Die europäische Afrikanistik beginnt mit den Missionssprachwissenschaften, an deren Anfang die Kikongo-Grammatik des Italieners Brusciotto steht. Fast gleichzeitig erschien das Wörterbuch zum Kenzi-Dialekt von Carradori da Pistoia. Etwas später folgte die Grammatik der altäthiopischen Sprache von Hiob Ludolf, der damit die Äthiopistik begründete.
Im 19. Jahrhundert fanden die großen Entdeckungsreisen in das Innere Afrikas statt. Zu den bekannten Afrikaforschern gehören Mungo Park, David Livingstone, Heinrich Barth, Adolf Overweg, Gustav Nachtigal und Georg Schweinfurth. Zur gleichen Zeit befassten sich Missionare mit den afrikanischen Sprachen. Beispielhaft sind hier Johann Gottlieb Christaller und Johann Ludwig Krapf zu nennen. Ein Sprachwissenschaftler, der sogar über die Bantu-Sprachen promoviert hatte, wie Wilhelm Heinrich Immanuel Bleek, war angesichts des akademischen Desinteresses an afrikanischen Sprachen gezwungen, nach Kapstadt auszuwandern und seine Forschungen dort als Bibliothekar fortzusetzen. Auch die umfangreichen sprachwissenschaftlichen Forschungen von Heinrich Barth fanden erst im 20. Jahrhundert die gebührende Anerkennung. Eine besonders große Rolle spielt bis heute das Werk von Sigismund Wilhelm Koelle, dessen „Polyglotta Africana“ (1854) vieles späterer Sprachklassifikationen vorwegnimmt und eines der ersten nicht von rassistischen Untertönen und evolutionistischen Modellen geleiteten komparativen Werke darstellt. Ähnlich große Bedeutung ist Karl Richard Lepsius beizumessen, der im Vorwort seiner „Nubischen Grammatik“ wesentliche Fragen der Sprachgeschichte Afrikas behandelte.

## Deutsche Afrikanistik
Es waren aber in erster Linie Carl Meinhof und Diedrich Westermann, die mit ihren Arbeiten zu den Bantu- und Sudan-Sprachen das Bild der deutschen Afrikanistik prägten. Die beiden Theologen waren auch die ersten Professoren für Afrikanistik in Hamburg und Berlin (Seminar für Orientalische Sprachen). In Wien wirkte zur gleichen Zeit der Ägyptologe und Afrikanist Wilhelm Czermak. Die frühe Jahrzehnte der akademischen Afrikanistik waren geprägt von der z. T. sehr hohen Qualität deskriptiver Forschung – etwa Westermanns umfangreiches Werk zum Ewe –, sowie der Debatte um die (genetischen) Beziehungen der einzelnen Sprachen zueinander.
Von Anfang an war jedoch die Afrikanistik in das politische Programm des Kolonialismus des Deutschen Reiches eingebunden, für das sie praktisch verwertbare Erkenntnisse zu logistischen und propagandistischen Zwecken zur Verfügung zu stellen hatte. Werner Eiselen, der geistige Vater des Bantu Education Act, war in den 20er Jahren Dozent für Bantu-Sprachen am Afrika-Institut in Hamburg.
Beeinflusst von der Ideologie des deutschen Kolonialismus widmeten sich in dieser Zeit Afrikanisten auch der Entwicklung scheinwissenschaftlicher Theorien, in Deutschland vor allem auch der sogenannten Hamitentheorie, die die Hegemonieansprüche von den Kolonialherren auserwählter „Herrenvölker“ untermauerte, wenn deren Sprache über bestimmte Merkmale (z. B. Nominalklassen) verfügte. Ein Kritiker dieser Herangehensweise war Ferdinand Hestermann.
Dabei ging es im Wesentlichen um eine ideologisch verbrämte Weiterführung evolutionistischer Modelle, die sich eine typologische Entwicklung von isolierenden über agglutinierende hin zu flektierenden Sprachen vorstellten. Die an Wilhelm von Humboldt und August Schleicher erinnernden Begrifflichkeiten wurden dabei vollkommen verdreht, indem ein in deren Theorien nicht existierendes chauvinistisches Hierarchiemodell den neuen Modellen zugrunde gelegt wurde (vgl. auch die sowjetische Japhetitentheorie). Auf Afrika übertragen wurde dieses Modell sogar extrem rassistisch interpretiert, wobei der isolierende Sprachtyp mit einer „primitiven“ afrikanischen „Urbevölkerung“ verknüpft wurde, die sich dann mit einwandernden viehzüchtenden Sprechern flektierender Sprachen mischten und so einen agglutinierenden Sprachtyp mit Nominalklassen als „Vorstufe“ des grammatischen Genus hervorbrachten.
Wenngleich bereits Lepsius eine solche Entwicklung überzeugend ausgeschlossen hatte, dienten Sprachen wie das Fulfulde noch in der ersten Hälfte des 20. Jahrhunderts als vermeintlicher Beleg für die Sinnhaftigkeit der Hamitentheorie. Dabei galt vor allem die Anlautmutation des Fulfulde als untrüglicher Hinweis auf eine im Entstehen begriffene Genusdistinktion.
Während Carl Meinhof an derartigen ideologisch motivierten Modellen festhielt, widersprach August Klingenheben in seinen Studien zum Fulfulde der Hamitentheorie bereits 1924/25. Weitere deutsche Afrikanisten waren der Tschadist Johannes Lukas und der Bantuist Ernst Dammann. Lukas war in Hamburg der Lehrer einer ganzen Generation prägender Afrikanisten (z. B. Herrmann Jungraithmayr, Ekkehard Wolff, Ludwig Gerhardt). Dammann lehrte sowohl in Leipzig als auch in Berlin und Marburg, wo er u. a. Lehrer von Gudrun Miehe war.
Wie Hilke Meyer-Bahlburg und Ekkehard Wolff zeigen konnten, war die Afrikanistik während des Nationalsozialismus tief in das Naziregime verstrickt. Sämtliche bedeutenden Afrikanisten waren frühzeitig in die NSDAP eingetreten, lange bevor man einen politischen Druck als mögliche Rechtfertigung geltend machen kann.
Eine weitere wichtige Figur der nationalsozialistischen Afrikanistik war Otto Rössler. Neben seinen afrikanistischen Forschungen zur Semitohamitistik trat er jedoch vor allem als Semitist in Erscheinung. In den 40er Jahren war er in Tübingen tätig, wo zu seinen Aufgabengebieten gehörte, die „exekutive Lösung der Judenfrage durch tiefer gehende Kenntnisse“ zu unterstützen. Nach dem Krieg wirkte Rössler zunächst weiter als Professor in Tübingen sowie bis 1975 in Marburg.
In der Bundesrepublik Deutschland wurde bis 1986 die historische Verflechtung der Afrikanistik mit Kolonialismus und Nationalsozialismus nicht historisch aufgearbeitet. Die kritische Diskussion der 68er-Bewegung ging spurlos an dem Nischenfach vorüber. Noch heute werden Carl Meinhof, August Klingenheben, Johannes Lukas und Ernst Dammann an manchen Hochschulstandorten als völlig unproblematische Persönlichkeiten in die hehre Ahnenreihe verdienter Afrikanisten eingeordnet und deren Traditionslinie und Forschungsprogramm kontinuierlich modernisiert fortgeschrieben.
Die Afrikanistik in Deutschland konnte sich in der Nachkriegszeit weiter konsolidieren, wobei neue Institute in Köln, Marburg (später gewechselt nach Frankfurt am Main), und Bayreuth gegründet wurden. Es bestand auch eine Afrikanistik an der Ludwig-Maximilians-Universität München. In dieser Zeit fand eine Stärkung interdisziplinärer Forschung statt, die sowohl deskriptive Grundlagenforschung wie auch Fragen historischer Zusammenhänge kritisch beleuchtende Forschung war. Eine große Rolle spielte bis zum Ende des 20. Jahrhunderts die Auseinandersetzung mit dem afrikalinguistischen Werk Joseph Harold Greenbergs.
Der in Köln tätige Oswin Köhler gilt heute als Begründer der Khoisanistik. Sein wissenschaftliches Werk hat Bedeutung für eine große Gruppe von Linguisten, die sich mit den sog. click languages des südlichen Afrikas beschäftigen. Schüler Köhlers sind u. a. der Bantuist Wilhelm Möhlig und der Typologe Bernd Heine, die die Kölner Afrikanistik nachhaltig prägten.

## Das Fach Afrikanistik an Universitäten in Deutschland
Stand Juni 2023 ist die Afrikanistik oder Afrikawissenschaften/Afrikastudien in Deutschland an acht Hochschulstandorten mit insgesamt 17 Lehrstühlen vertreten. Während an manchen Universitäten die Afrikanistik in (west-)deutscher Tradition vor allem als Sprach- und Kulturwissenschaft verstanden wird, werden an anderen Afrikawissenschaften bzw. Afrikastudien als interdisziplinäre Regionalwissenschaft angeboten. So beinhaltet etwa der Studiengang Interdisziplinäre Afrikastudien an der Universität Bayreuth Elemente der Sozial- und Kulturanthropologie, Soziologie, Politikwissenschaft, Geschichte und Religionswissenschaft.
An folgenden deutschen Hochschulen werden Studiengänge im Fach Afrikanistik oder Afrikawissenschaften/Afrikastudien angeboten:
- Universität Bayreuth (African Verbal and Visual Arts: Languages, Literatures, Media and Art und mehrere weitere Studiengänge mit Afrikabezug)[5]
- Humboldt-Universität zu Berlin (bei entsprechender Schwerpunktsetzung im Rahmen des Studiengangs „Regionalstudien Asien/Afrika“)[6]
- Goethe-Universität Frankfurt am Main (Afrikanische Sprachen, Medien und Kommunikation; in Kooperation mit Mainz)[7]
- Universität Hamburg (Afrikanische Sprachen und Kulturen)[8]
- Universität zu Köln (Sprachen und Kulturen Afrikas)[9]
- Universität Leipzig (Afrikastudien)[10]
- Johannes Gutenberg-Universität Mainz (Afrikanische Sprachen, Medien und Kommunikation; in Kooperation mit Frankfurt)[11]

Die Afrikanistik ist in Deutschland als Kleines Fach eingestuft, siehe auch Liste der Kleinen Fächer.

## Afrikanistik in Österreich
Die Afrikanistik an der Universität Wien hat eine lange Tradition, die mit Leo Reinisch begann. Ab 1873 wurden afrikanistische Vorlesungen zu den Themen „Philologie, Alterthumskunde und Linguistik“ angeboten. Die von Reinisch begründete Verbindung von Ägyptologie und Afrikanistik („Wiener Schule“) setzten auch dessen Nachfolger Hermann Junker (Ordinarius ab 1912), Wilhelm Czermak (1931) und Gertrud Thausing (Institutsvorstand ab 1954) fort. 1923 wurde ein eigenes Institut für Afrikanistik und Ägyptologie eingerichtet. 
Mit der Habilitation von Hans Günther Mukarovsky im Bereich der afrikanischen Sprachwissenschaft im Jahr 1963 und der Einrichtung eines Lehrstuhls für Afrikanistik 1977 wurde das Institut für Afrikanistik im Jahr 1978 von der Ägyptologie unabhängig. Das Institut gibt seit 1977 die Schriftenreihe Beiträge zur Afrikanistik heraus. Es beschäftigt sich mit vier Aspekten der Afrikawissenschaften: Geschichts-, Literatur-, Sprachwissenschaft sowie Sprachvermittlung (u. a. Hausa, Swahili und Zulu). Zum Jahresbeginn 2007 wurde das Institut für Afrikanistik in Institut für Afrikawissenschaften umbenannt.
Charakteristisch ist die Einbeziehung Nordafrikas inklusive der Altertumskunde dieses Raumes, vor allem der Meroitistik durch Inge Hofmann und Michael Zach und der Berberologie.

## Andere Länder
In anderen Ländern entwickelte sich die Afrikanistik erst nach und nach, hier wären vor allem Clement M. Doke (Südafrika) und Malcolm Guthrie (Großbritannien) zu nennen.
Der für die Afrikanistik mit Abstand bedeutendste Linguist der zweiten Hälfte des 20. Jahrhunderts ist der Amerikaner Joseph Greenberg. Er hat die Klassifikation der afrikanischen Sprachen von Grund auf revolutioniert, indem er sie in vier Sprachfamilien einteilte: Afroasiatisch, Nilosaharanisch, Niger-Kongo und Khoisan.
Methodisch ist seine Einteilung aufgrund der gewählten Methode (Lexikostatistik, bzw. Lexikalischer Massenvergleich) hochumstritten, da diese Methode erstens rein statistisch vorgeht und zweitens unzureichendes Material zugrunde legt (ausschließlich Wörterlisten meist zweifelhafter Güte) und drittens in Zeitalter zurückreicht, die mit anderen linguistischen oder archäologischen Methoden niemals erfasst geschweige denn bestätigt werden könnten. Daher wird die Greenberg-Klassifikation heute zwar mangels Alternative als Ordnungssystem (etwa zur Herstellung von systematischen Bibliothekskatalogen) weitgehend akzeptiert, ihr genetischer Aussagegehalt jedoch nur mit starken Vorbehalten angenommen. Im Unterschied zur ursprünglichen Klassifikation wird beispielsweise die Khoisan-Gruppe heute eher als Sprachbund betrachtet.

## Sachbeiträge zu diesem Thema
- Beiträge zur Afrikanistik